# نواریان
نواریان (Zosteraceae) تیره‌ای از قاشق‌واش‌سانان علفی دریایی چندساله با سه سرده و هجده گونه است که در بیشتر دریاهای نواحی معتدل به‌صورت غوطه‌ور می‌رویند؛ زمین‌ساقهٔ آنها زیرزمینی خزنده یا غده‌ای و ساقهٔ آنها پهن و برگ‌هایشان خطی و غلاف‌دار است.
به نواریان، تیره علف مارماهی هم گفته می‌شود.